# Хантик (1.сезона)
Прва сезона цртане серије Хантик емитовала се од 12. јануара 2009. године до 16. фебруара 2009. на каналу Раи Дуе у Италији.

## Епизоде
| Бр. у серији | Бр. у сезони | Назив                                  | Редитељ                       | Сценариста    | Премијерно емитовање |
| --- | ------------ | -------------------------------------- | ----------------------------- | ------------- | -------------------- |
| 1 | 1            | Трагач је рођен                        | Иђинио Страфи и Симон Борсели | Иђинио Страфи | 12. јануар 2009.     |
| Након што открије очев дневник и амулет, Лока Ламбера и његову пријатељицу из одељења Софију Кастервил јуре три странца у оделима који желе да се докопају дневника. Лок се повеже са амулетом свог оца Киперином, што покреће лавину догађаја. |              |                                        |                               |               |                      |
| 2 | 2            | Кастервилски клијент                   | Иђинио Страфи и Симон Борсели | Иђинио Страфи | 13. јануар 2009.     |
| Након што Данте Вејл, искусни агент фондације Хантик, помогне Локу да побегне од људи у оделима, Софија их сустиже. Заједно откривају да је Локов отац био у потрази за древним амулетом воље. |              |                                        |                               |               |                      |
| 3 | 3            | Прашки голем                           | Иђинио Страфи и Симон Борсели | Иђинио Страфи | 14. јануар 2009.     |
| Док трагају за гробницом трагача Џодиса Лора у Прагу, тим упознаје мистериозну Залију Мун. Софија у њу нема поверења, иако Залија има намеру да им помогне. |              |                                        |                               |               |                      |
| 4 | 4            | Река тајни                             | Иђинио Страфи и Симон Борсели | Иђинио Страфи | 15. јануар 2009.     |
| Када фондација Хантик посумња да изгубљени титан узрокује чудне појаве у Руану, Француска, тим се упути ка реци Сени како би агент фондације Данте могао да истражује. |              |                                        |                               |               |                      |
| 5 | 5            | Паришке катакомбе                      | Иђинио Страфи и Симон Борсели | Иђинио Страфи | 16. јануар 2009.     |
| У Паризу, тим проналази белешке и артефакте остављене од никог другог до саме Јованке Орлеанке, и трагови их воде до скривених катакомбе да пронађу магични прстен. |              |                                        |                               |               |                      |
| 6 | 6            | Завади па владај                       | Иђинио Страфи и Симон Борсели | Иђинио Страфи | 19. јануар 2009.     |
| Након што су пронашли уклети прстен, тим има тридесет минута да изађе из катакомбе и предају га специјалисти фондације Хантик пре него га се Организација дочепа. |              |                                        |                               |               |                      |
| 7 | 7            | Торово наслеђе                         | Иђинио Страфи и Симон Борсели | Иђинио Страфи | 20. јануар 2009.     |
| Тим се упути према Торовом храму у потрази за његовим легендарним чекићем, али је он заштићен од стране својеврсне секте у коју се инфилтрирала Организација. |              |                                        |                               |               |                      |
| 8 | 8            | Помоћ из прошлости                     | Иђинио Страфи и Симон Борсели | Иђинио Страфи | 21. јануар 2009.     |
| Напад Организације на тим изродио је неочекиване обрте, примирје између Дантеа и Монтехјуа који се уједињују да пронађу Торов чекић. |              |                                        |                               |               |                      |
| 9 | 9            | Одсутни хероји                         | Иђинио Страфи и Симон Борсели | Иђинио Страфи | 22. јануар 2009.     |
| Данте одлази у Беч, тражећи лек за свог болесног ментора Меца. Испостави се да ће и трагови из дневника Локовог оца довести до расплета у Бечу. |              |                                        |                               |               |                      |
| 10 | 10           | Благо Аргонаута                        | Иђинио Страфи и Симон Борсели | Иђинио Страфи | 23. јануар 2009.     |
| Док Дантеов ти трага за легендарним бродом који је припадао грчком хероју Јасону, прате их Де Фојини шпијуни који су на задатку да елиминишу Дантеа. |              |                                        |                               |               |                      |
| 11 | 11           | Замка илузија                          | Иђинио Страфи и Симон Борсели | Иђинио Страфи | 26. јануар 2009.     |
| На океанској мисији да пронађу Арго титана, тим је принуђен да скрене према матичном острву које изгледа превише добро да би било истинито. |              |                                        |                               |               |                      |
| 12 | 12           | Судбина трагача                        | Иђинио Страфи и Симон Борсели | Иђинио Страфи | 27. јануар 2009.     |
| Грир планира да заустави грађански рат у његовој домовини и то доводи до сукоба са фондацијом Хантик. Док траје сукоб, Лок се суочава са титаном Линдормом. |              |                                        |                               |               |                      |
| 13 | 13           | Породица Ламбер                        | Иђинио Страфи и Симон Борсели | Иђинио Страфи | 28. јануар 2009.     |
| Дружина се упути у Локов родни дом у Ирској, тамо упознају његову мајку Сандру и сазнају да је она трачагачица и пензионисана чланица Хантик фондације. Локова млађа сестра Кети једина у породици не зна ништа о трагачима и титанима, па дружина мора да скрива Черита. Скарлет Брн, Локова пријатељица из детињства, се појављује гоњена од стране одела Организације. |              |                                        |                               |               |                      |
| 14 | 14           | Толики рад низашта                     | Иђинио Страфи и Симон Борсели | Иђинио Страфи | 29. јануар 2009.     |
| Трагови које су пронашли у Прагу су коначно враћени, воде Лока и тим у гробницу краљице Нефертити. Организација блокира рачуне Софије Кастервил пре него што они могу да оду у Египат. |              |                                        |                               |               |                      |
| 15 | 15           | Превара скиптара                       | Иђинио Страфи и Симон Борсели | Иђинио Страфи | 30. јануар 2009.     |
| У гробници краљице Нефертити тим трага за њеним моћним скиптаром, али их агенти Организације нападну док покушавају да дешифрују хијероглифе. |              |                                        |                               |               |                      |
| 16 | 16           | Издаја                                 | Иђинио Страфи и Симон Борсели | Иђинио Страфи | 2. фебруар 2009.     |
| Пратећи Клауса назад у Беч, тим се затвара у његово скровиште опремљено замкама. Док су тамо, Софија почиње да сумња да међу њима има издајника. |              |                                        |                               |               |                      |
| 17 | 17           | Дракулино благо                        | Иђинио Страфи и Симон Борсели | Иђинио Страфи | 3. фебруар 2009.     |
| Док им је Организација за петама, тим се утркује да пронађе титане војводе Дракуле за кога сазнају да није био вампир већ зли трагач. |              |                                        |                               |               |                      |
| 18 | 18           | Сећање Кастервила                      | Иђинио Страфи и Симон Борсели | Иђинио Страфи | 4. фебруар 2009.     |
| Тим се враћа у Париз и тражи титана Сер Ланселота, али га на крају губи. Међутим, они проналазе трагове који их могу одвести до Локовог оца. |              |                                        |                               |               |                      |
| 19 | 19           | Дамин избор                            | Иђинио Страфи и Симон Борсели | Иђинио Страфи | 5. фебруар 2009.     |
| Када тим крене у Турску да пронађе легендарног титана Бехемота и буду заробљени од Амазонки, Софијине и Залијине трагачке моћи спашавају све. |              |                                        |                               |               |                      |
| 20 | 20           | На трагу Атлантиде                     | Иђинио Страфи и Симон Борсели | Иђинио Страфи | 6. фебруар 2009.     |
| Када Софија искористи своју моћ да обнови дневник Локовог оца, појављују се неке информације које су одавно изгубљене и које одводе тим до потопљене Атлантиде. |              |                                        |                               |               |                      |
| 21 | 21           | Амулет воље                            | Иђинио Страфи и Симон Борсели | Иђинио Страфи | 9. фебруар 2009.     |
| Како Лок постаје све јачи, тим тражи амулет воље и на крају проналази Атлантида, где их чека много тестова. |              |                                        |                               |               |                      |
| 22 | 22           | Златна кобра                           | Иђинио Страфи и Симон Борсели | Иђинио Страфи | 10. фебруар 2009.    |
| Вративши се кући са амулетом воље, тим успева да преведе страницу дневника и ускоро креће на другу мисију - у Етиопију. |              |                                        |                               |               |                      |
| 23 | 23           | Племенита љубав                        | Иђинио Страфи и Симон Борсели | Иђинио Страфи | 11. фебруар 2009.    |
| Док трагају за другим легендарним титаном у Етиопији, тим мора да избегне професора и друге замке. Залија им одвраћа пажњу како би помогла. |              |                                        |                               |               |                      |
| 24 | 24           | Тајна две генерације                   | Иђинио Страфи и Симон Борсели | Иђинио Страфи | 12. фебруар 2009.    |
| Док је тим код Меца у Аустрији, он им прперичава како су он, Итон Ламбер и Сајмон Џадеј трагали за многим титанима заједно све док Сајмон није нестао. |              |                                        |                               |               |                      |
| 25 | 25           | Божанствена комедија или Дантеов пакао | Иђинио Страфи и Симон Борсели | Иђинио Страфи | 13. фебруар 2009.    |
| Дантеов тим се инфилтрира у Професоров замак и мора да прође све замке и друге препреке пре него што се Професор дочепа амајлије титана Арчвардера. |              |                                        |                               |               |                      |
| 26 | 26           | Мисија                                 | Иђинио Страфи и Симон Борсели | Иђинио Страфи | 16. фебруар 2009.    |
| Када Професор превари Дантеа да му да легендарне титане, Лок, Софија и Черит морају да спрече Професора, односно Сајмона Џадеја, да призове титана бесмртности. |              |                                        |                               |               |                      |